# Amherst College
Amherst College is een Amerikaanse onderwijsinstelling in Amherst in de staat Massachusetts. Amherst College is in 1821 opgericht en is het op twee na oudste instituut voor hoger onderwijs in de staat Massachusetts.
Dit liberal arts college is volgens het U.S. News & World Report het op een na beste college van het land en neemt de tiende plaats in op de lijst van het tijdschrift Forbes van beste colleges en universiteiten in de VS.
Hoewel het college klein is, heeft het verschillende bekende schrijvers, academici en Nobelprijswinnaars onder zijn alumni en professoren. De Amerikaanse dichter Robert Frost doceerde verscheidene jaren aan het Amherst College. De bibliotheek van het college is ook naar Frost vernoemd en op de campus staat een groot standbeeld van de dichter. Ook de Amerikaanse schrijver David Foster Wallace en prins Albert II van Monaco zijn bekende alumni van Amherst College.